# Cornéenne
Cet article concerne un type de roche. Pour les autres significations, voir Cornéenne (homonymie).

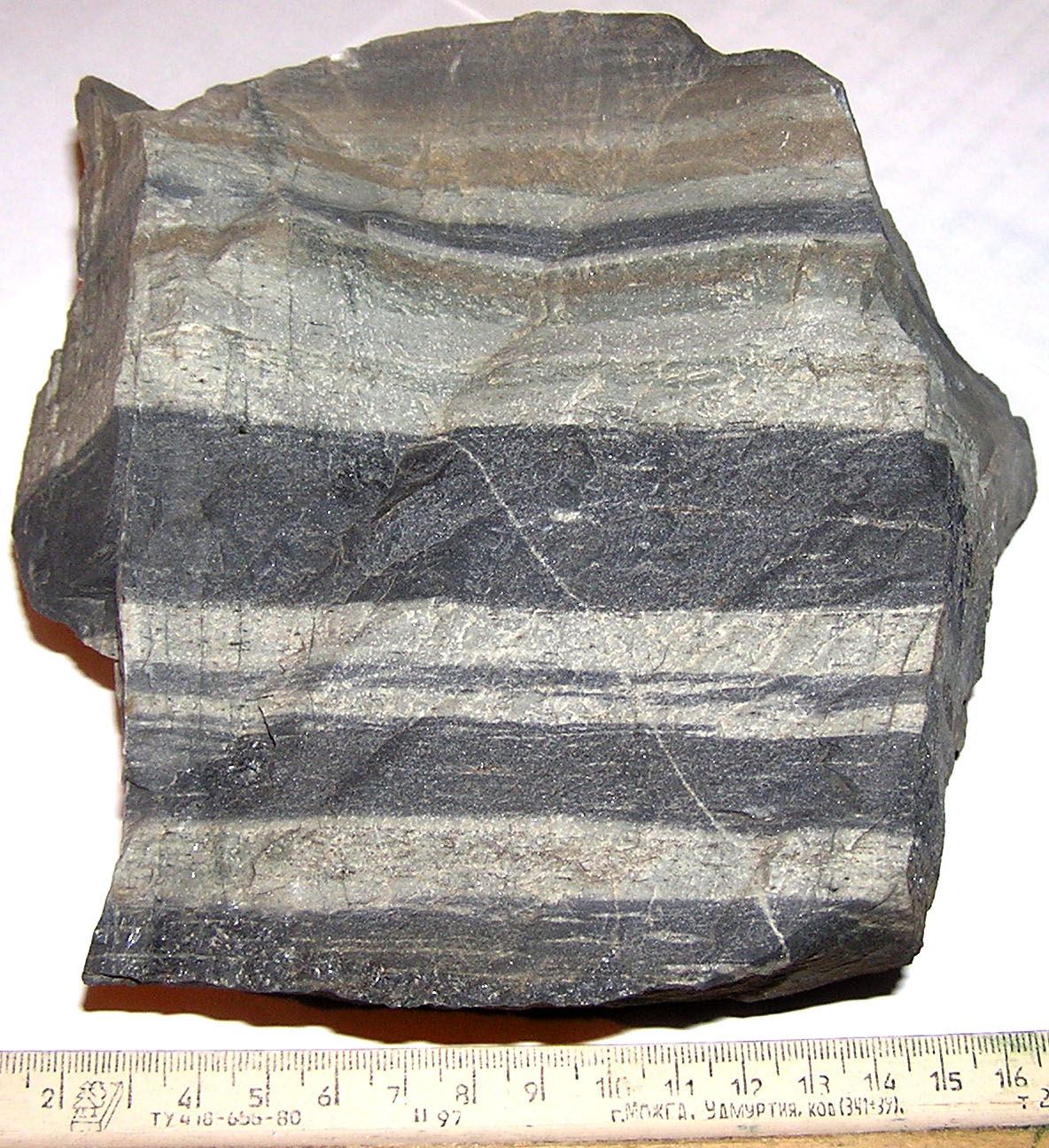
Cornéenne (ou hornfels) à aspect rubané ayant conservé les structures des lits sédimentaires (grès et siltstones), engendrée par un métamorphisme de contact entre le magma granitique et les roches sédimentaires encaissantes.

Les cornéennes, également connues sous leur nom allemand de hornfels, sont des roches métamorphiques de contact.

## Étymologie
Le terme hornfels, emprunté au jargon allemand des mineurs (de), signifie « pierre-corne » ou « pierre de corne », d'où son appellation française de cornéenne. Deux explications ont été proposées pour ce terme :
- une analogie d'aspect avec les cornes de certains animaux[a] ;
- une référence au Cervin[2] (das Matterhorn en allemand, c'est-à-dire « la corne de la prairie », ou plus simplement  das Horn (« la Corne ») aux alentours de Zermatt).

Le terme cornubianite, surtout utilisé en Italie et au Royaume-Uni, n'a pas de rapport étymologique direct avec corne. Il a été forgé par le géologue cornique Henry Boase (en) à partir du terme géographique  Cornwall (« Cornouailles »).

## Présentation
Les cornéennes sont un type de roche métamorphique de contact, très dure et capable de résister à l'action de la glace. Les cornéennes sont le plus souvent constituées de grains fins formant des mosaïques alignées. La couleur habituelle de ces roches varie du brun foncé au noir, indiquant la présence de cristaux de mica, noir brillant. Les cornéennes peuvent renfermer d'autres éléments tels que du grès, des schistes et du granite. 

## Répartition géographique
Les cornéennes se trouvent en différents endroits du monde.
En Europe, elles sont notamment présentes sur le mont Cervin (et aux abords du glacier du Cervin) dans les Alpes suisses, et autour de la Manche, en Cornouailles, en Normandie continentale et dans les îles Anglo-Normandes.
En Amérique, on en trouvé dans les collines Montérégiennes, au Canada.
En Afrique du Sud, sur le Devil's Peak surplombant la ville du Cap, et dans la province du KwaZulu-Natal. On y a trouvé une carrière utilisée il y a entre 106 000 et 187 000 ans, avec sept ateliers de fabrication d'outils en cornéenne. Les Homo sapiens en faisaient des racloirs et des pointes de flèche.

## Synonymes
- Cornubianite